# اپیدورال
در پزشکی اپیدورال روشی است که از طریق آن می‌توان دارو یا ماده حاجب را به داخل فضای اپیدورال تزریق کرد. تکنیک‌هایی مانند بی دردی از طریق اپیدورال یا بیهوشی از طریق اپیدورال در این روش وجود دارد. روش درمانی تزریق کورتیکواستروئید اپیدورال کمر به وسیله هدایت تصویری، روش قرار دادن دقیق یک سوزن بسیار نازک، در یک سطح مشخص در این فضا، تحت هدایت توموگرافی کامپیوتری (CT) یا تصاویر اشعه ایکس، و یا تصاویری هدایت شده  تزریق کورتیکواستروئید (یا استروئید) و معمولاً یک بی حس کننده موضعی با اثر طولانی مدت است.

## تفاوت بین اسپاینال و اپیدورال

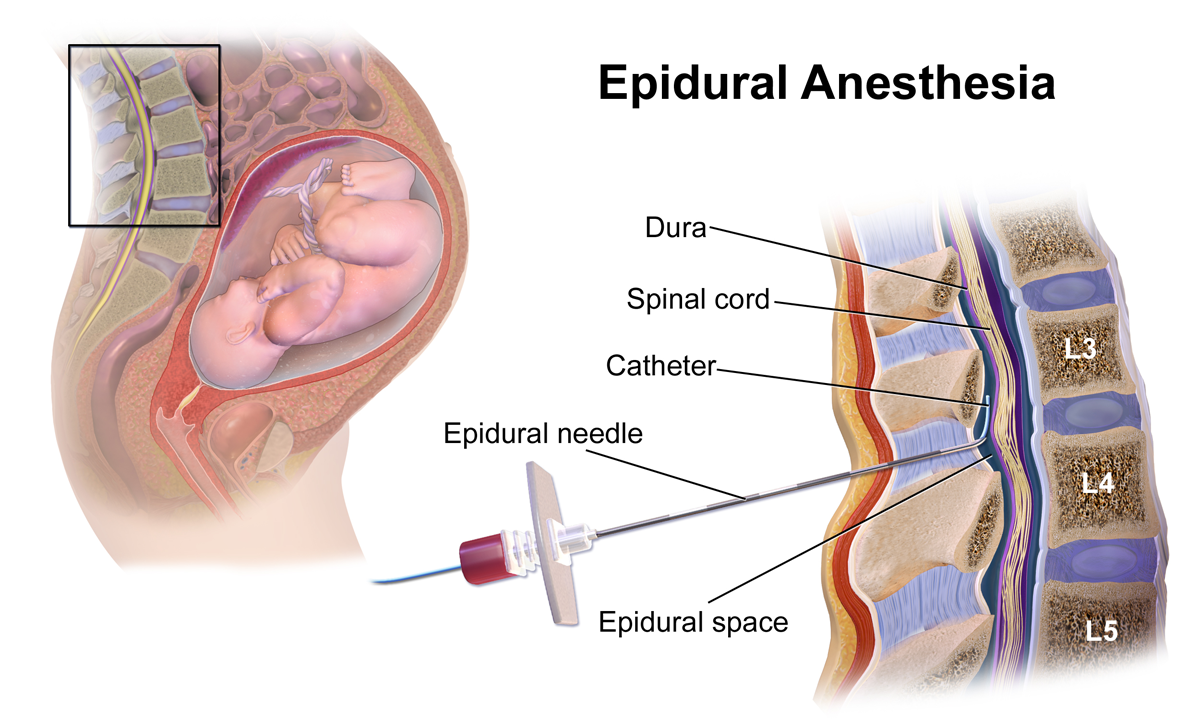
بی‌حسی اپیدورال

بی‌حسی اسپاینال یک تکنیک است که به موجب آن داروی بی‌حسی موضعی در مایع مغزی نخاعی تزریق می‌شود. این روش بسیار شبیه به بی‌حسی اپیدورال است و بسیاری از مردم در درک این دو روش گیج می‌شوند. مهمترین تفاوت‌های این دو روش عبارتند از:
- برای رسیدن به بی‌حسی اپیدورال در مقایسه با بی‌حسی اسپاینال به مقدار داروی بیشتری نیاز است.
- شروع بی دردی کندتر است.
- در روش اپیدورال، تزریق ممکن است در هر نقطه‌ای در امتداد ستون فقرات انجام شود، در قسمت گردنی، سینه‌ای، کمری یا ساکرال، در حالی که در روش اسپاینال تزریق در زیر مهره دوم ستون فقرات جهت جلوگیری از سوراخ کردن و در نتیجه آسیب به طناب نخاعی انجام می‌شود.
- در این روش می‌توان برای بیمار یک کاتتر تعبیه کرد که از طریق آن بی دردی را ادامه داد.[۳]

فضای اپیدورال، فضایی است در کنار فضای اسپاینال اما در قسمت بیرونی دورا (سخت شامه)، در تماس با سطح خارجی سخت‌شامه می‌باشد. در سمت داخلی سخت‌شامه غشایی به نام عنکبوتیه وجود دارد که با مایع مغزی نخاعی که در اطراف نخاع قرار دارد در تماس است. در بزرگسالان طناب نخاعی در اطراف سطح دیسک بین مهره‌های L1 و L2 خاتمه می‌یابد. (اما در نوزادان تا مهره L3 و در گاهی مواقع تا L4 ادامه می‌یابد) در قسمت انتهایی طناب نخاعی یک دسته از رشته‌های عصبی به عنوان دم اسب وجود دارند، از این رو تزریق اپیدورال در ناحیه کمری احتمال خطر کمتری دارد.